# Concert: The Cure Live
Concert – pierwszy koncertowy album brytyjskiego zespołu The Cure. Został nagrany w 1984 roku w Hammersmith Odeon w Londynie oraz w Oksfordzie.

## Lista utworów
Wszystkie piosenki, oprócz specjalnie oznaczonych, napisane przez Roberta Smitha, Simona Gallupa i Laurence’a Tolhursta.
1. "Shake Dog Shake" (Smith)
2. "Primary"
3. "Charlotte Sometimes"
4. "The Hanging Garden"
5. "Give Me It" (Smith)
6. "The Walk" (Smith, Tolhurst)
7. "One Hundred Years"
8. "A Forest" (Smith, Matthieu Hartley, Gallup, Tolhurst)
9. "10:15 Saturday Night" (Smith, Michael Dempsey, Tolhurst)
10. "Killing an Arab" (Smith, Dempsey, Tolhurst)

## Wydaniekasetowe
To wydanie zawiera dodatkowo zbiór nagrań The Cure z lat 1977–1984.
1. "Heroin Face" (teraz znajduje się również na drugim dysku zremasterowanego wydania "Three Imaginary Boys")
2. "Boys Don’t Cry" (teraz znajduje się również na drugim dysku zremasterowanego wydania "Three Imaginary Boys")
3. "Subway Song" (teraz znajduje się również na drugim dysku zremasterowanego wydania "Three Imaginary Boys")
4. "At Night" (teraz znajduje się również na drugim dysku zremasterowanego wydania "Seventeen Seconds")
5. "In Your House" (teraz znajduje się również na drugim dysku zremasterowanego wydania "Seventeen Seconds")
6. "The Drowning Man" (teraz znajduje się również na drugim dysku zremasterowanego wydania "Faith")
7. "Other Voices" (teraz znajduje się również na drugim dysku zremasterowanego wydania "Faith")
8. "The Funeral Party" (teraz znajduje się również na drugim dysku zremasterowanego wydania "Faith")
9. "All Mine" (teraz znajduje się również na drugim dysku zremasterowanego wydania "Pornography")
10. "Forever" (teraz znajduje się również na drugim dysku zremasterowanego wydania "The Top")

## Twórcy
- Robert Smith – śpiew, gitara
- Porl Thompson – gitara, saksofon, instrumenty klawiszowe
- Andy Anderson – perkusja
- Phil Thornalley – gitara basowa
- Lol Tolhurst – instrumenty klawiszowe